# Kim Rhedin
Kim Rhedin Hüttner, född Kerstin Ingrid Cecilia Rhedin den 12 augusti 1948 i Johannebergs församling i Göteborg, är en svensk skådespelare.

## Biografi
Rhedin studerade vid Statens scenskola i Göteborg 1972–1975. Efter examen var hon engagerad vid Norrköping-Linköping stadsteater 1976–1981. 
Hon är gift med skådespelaren Peter Hüttner, med vilken hon har två barn.

## Filmografi i urval
- 1990 – Fiendens fiende (TV-serie)
- 1992 – Hassel – De giriga
- 1992 – Hassel – Botgörarna
- 1994 – Illusioner
- 1997 – Rederiet (TV-serie)

## Teater

### Roller (ej komplett)
| År   | Roll           | Produktion                                       | Regi               | Teater                           |
| ---- | -------------- | ------------------------------------------------ | ------------------ | -------------------------------- |
| 1974 | Lizzie         | Bara på låtsas James Saunders                    | Yngve Nordwall     | Statens scenskola i Göteborg     |
| 1976 | June           | Chicago Fred Ebb, Bob Fosse och John Kander      | Torsten Sjöholm    | Norrköping-Linköping stadsteater |
| 1982 | Alice          | Det är ju min show Nancy Ford och Gretchen Cryer | Lars Göran Carlson | Chinateatern                     |
| 1985 |                | Spökhotellet Georges Feydeau                     | Peter Dalle        | Reginateatern                    |
| 1986 |                | Råttoperan Inger Rydén                           | Lars Rudolfsson    | Orionteatern                     |
| 1987 | Fru Cheval     | Herr Cheval och hans stenar Ingegerd Monthan     | Jindra Puhony      | Pistolteatern                    |
| 1988 | Natasja        | Kvinnornas Decamerone Julia Voznesenskaja        | Lars Rudolfsson    | Orionteatern                     |
| 1991 | Mamma          | Den första kyssen Ninne Olsson                   | Anders Levelius    | Oktoberteatern                   |
| 1991 | Siri von Essen | Tribadernas natt P.O. Enquist                    | Marianne Tedenstad | Apolloteatern                    |

### Regi (ej komplett)
| År   | Produktion   | Upphovsmän   | Teater         |
| ---- | ------------ | ------------ | -------------- |
| 1988 | Knackelibang | Hanne Trolle | Teater Bambino |